# I-47 (tàu ngầm Nhật)
I-47 là một tàu ngầm tuần dương thuộc lớp Type C2 được Hải quân Đế quốc Nhật Bản chế tạo vào giai đoạn cuối Chiến tranh Thế giới thứ hai. Nhập biên chế năm 1944, nó hoạt động như tàu ngầm mang ngư lôi tự sát Kaiten trong năm cuối cùng của cuộc xung đột trước khi đầu hàng lực lượng Đồng Minh khi chiến tranh kết thúc. I-47 bị Hải quân Hoa Kỳ đánh chìm ngoài khơi quần đảo Gotō trong khuôn khổ Chiến dịch Road's End vào ngày 1 tháng 4, 1946.

## Thiết kế và chế tạo

### Thiết kế
Tàu ngầm Type C được thiết kế dựa trên phân lớp KD6 của lớp Kaidai dẫn trước, nhưng trang bị vũ khí ngư lôi mạnh hơn để tấn công tầm xa. Chúng có trọng lượng choán nước 2.595 tấn (2.554 tấn Anh) khi nổi và 3.618 tấn (3.561 tấn Anh) khi lặn, lườn tàu có chiều dài 109,3 m (358 ft 7 in), mạn tàu rộng 9,1 m (29 ft 10 in) và mớn nước sâu 5,3 m (17 ft 5 in). Con tàu có thể lặn sâu đến 100 m (328 ft).
Tàu ngầm Type C được trang bị hai động cơ diesel công suất 6.200 mã lực phanh (4.623 kW), mỗi chiếc vận hành một trục chân vịt. Khi lặn, mỗi trục được vận hành bởi một động cơ điện công suất 1.000 mã lực (746 kW). Khi di chuyển trên mặt nước nó đạt tốc độ tối đa 23,6 hải lý trên giờ (43,7 km/h; 27,2 mph) và 8 hải lý trên giờ (15 km/h; 9,2 mph) khi lặn dưới nước, tầm xa hoạt động của Type C là 14.000 hải lý (26.000 km; 16.000 mi) ở tốc độ 16 hải lý trên giờ (30 km/h; 18 mph), và có thể lặn xa 60 nmi (110 km; 69 mi) ở tốc độ 3 hải lý trên giờ (5,6 km/h; 3,5 mph).
Các con tàu có tám ống phóng ngư lôi 53,3 cm (21,0 in), tất cả được bố trí trước mũi, và mang theo tổng cộng 20 quả ngư lôi. Vũ khí trên boong tàu bao gồm khẩu hải pháo 14 cm (5,5 in), cùng hai pháo phòng không 25 mm Type 96 nòng đơn hoặc nòng đôi. Các bộ gá trên boong tàu phía sau tháp chỉ huy cho phép nó vận chuyển và phóng một tàu ngầm bỏ túi Type A (Kō-hyōteki).

### Chế tạo
Được đặt hàng trong Chương trình Maru Kyū năm 1941, I-47 được đặt lườn như là chiếc Tàu ngầm số 377 tại Xưởng vũ khí Hải quân Sasebo ở Sasebo vào ngày 21 tháng 11, 1942. Nó được đổi tên thành I-47 vào ngày 31 tháng 7, 1943 trước khi được hạ thủy vào ngày 29 tháng 9, 1943. Con tàu hoàn tất và nhập biên chế vào ngày 10 tháng 7, 1944, dưới quyền chỉ huy của Thiếu tá Hải quân Orita Zenji.

## Lịch sử hoạt động

### 1944
Sau khi nhập biên chế, I-47 được phối thuộc cùng Quân khu Hải quân Yokosuka. Từ tháng 7 đến tháng 9, 1944, nó được phân về Hải đội Tàu ngầm 11 trực thuộc Đệ Lục hạm đội cho hoạt động chạy thử máy và huấn luyện trong biển nội địa Seto. Đến ngày 8 tháng 10, nó được điều sang Hải đội Tàu ngầm 15 trực thuộc Đệ Lục hạm đội.  Trong tháng 10, con tàu được cấu hình để có thể mang bốn ngư lôi tự sát Kaiten trên sàn tàu phía sau tháp chỉ huy; trong đó hai vị trí được trang bị cửa ống để hoa tiêu có thể chuyển sang chiếc ngư lôi trong trong khi tàu ngầm đang lặn dưới nước. I-47 thực hành huấn luyện phóng Kaiten trong vịnh Tokuyama từ ngày 29 đến ngày 31 tháng 10, rồi đến ngày 6 tháng 11 đã nhận lên tàu bốn ngư lôi Kaiten tại Cân cứ Hải quân Otsujima.

#### Nhiệm vụKaitenthứ nhất

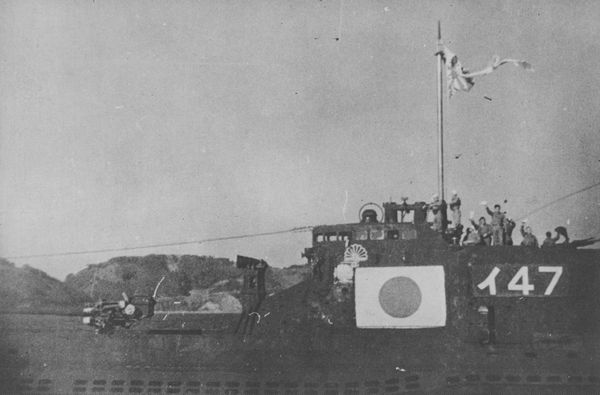
Tàu ngầm I-47 tại Căn cứ Hải quân Otsujima, ngày 8 tháng 11, 1944.

I-47 hợp cùng các tàu ngầm I-36 và I-37 để hình thành nên Đội Kaiten Kikusui, và I-36 đảm nhận vai trò soái hạm; mỗi chiếc mang theo bốn ngư lôi Kaiten và tám ngư lôi thông thường. Ba chiếc tàu ngầm khởi hành từ Căn cứ Kaiten Otsujima vào ngày 8 tháng 11 cho hoạt động tấn công bằng ngư lôi Kaiten đầu tiên. I-37 có nhiệm vụ tấn công nơi neo đậu của hạm đội Đồng Minh tại Palau, trong khi I-36 và I-47 sẽ tấn công nơi neo đậu Ulithi tại quần đảo Caroline; sau đó cả ba sẽ đi đến vịnh Leyte để tấn công tàu bè Đồng Minh bằng ngư lôi thông thường. Vào ngày 16 tháng 11, một thủy phi cơ Nakajima C6N1 đã trinh sát trên không bên trên Ulithi, báo cáo cho Đội Kikusui sự hiện diện của bốn tàu sân bay, ba thiết giáp hạm cùng nhiều tàu tuần dương, tàu khu trục và tàu vận tải tại nơi neo đậu Ulithi.
Đến chiều tối ngày 18 tháng 11, I-47 còn cách Ulithi 50 nmi (93 km) về phía Tây, và nó tiếp cấp cận vũng biển từ hướng Tây Nam. Nó trồi lên mặt nước ngoài khơi Ulithi lúc bình minh ngày 19 tháng 11 và di chuyển với vận tốc 12 kn (22 km/h) đến vị trí chỉ cách vũng biển 4,5 nmi (8,3 km), quan sát thấy hơn 200 tàu bè đối phương tại nơi neo đậu. Nó lại trồi lên mặt nước lúc 00 giờ 30 phút ngày 20 tháng 11, và từ 03 giờ 28 phút đến 03 giờ 42 phút đã phóng toàn bộ bốn chiếc Kaiten. Đến 05 giờ 47 phút, một chiếc Kaiten đã đánh trúng tàu tiếp dầu USS Mississinewa (AO-59), khiến mục tiêu bốc cháy, lật úp và đắm lúc 09 giờ 28 phút. I-47 sau đó rút lui trên mặt biển với vận tốc 20 kn (37 km/h), hướng đến khu vực tuần tra tại vịnh Leyte. Tuy nhiên sau khi nó gửi báo cáo về việc đánh chìm Mississinewa vào ngày 22 tháng 11, I-47 cùng với I-36 được lệnh quay trở về Nhật Bản vào ngày 24 tháng 11. Sau khi ghé đến căn cứ Otsujima, hai chiếc tàu ngầm đi đến Kure, Hiroshima vào ngày 30 tháng 11.
Vào ngày 2 tháng 12, hơn 200 sĩ quan tham mưu và chuyên gia đã có cuộc hội nghị bên trên chiếc Tsukushi Maru, soái hạm của Đệ Lục hạm đội, nhằm đánh giá kết quả đợt tấn công Kaiten tại Ulithi. Các báo cáo tác chiến của các tàu ngầm cùng kết quả trinh sát hình ảnh cho rằng họ đã đánh chìm được ba tàu sân bay và hai thiết giáp hạm, nhưng trong thực tế chỉ có Mississinewa bị đánh chìm.
Vào ngày 8 tháng 12, 1944, I-47 gia nhập Đội Kaiten Kongo cùng với các tàu ngầm I-36, I-48, I-53, I-56 và I-58, nhằm chuẩn bị cho một đợt tấn công Kaiten mới dự định vào sáng sớm ngày 11 tháng 1, 1945, đồng loạt vào năm nơi neo đậu của Hải quân Hoa Kỳ ở các địa điểm cách xa nhau; thời điểm tấn công sau đó được trì hoãn sang ngày 12 tháng 1, 1945. I-47 khởi hành vào ngày 25 tháng 12, 1944 để hướng sang mục tiêu của nó là Hollandia trên bờ biển New Guinea. Trên đường đi vào ngày 30 tháng 12, chiếc tàu ngầm đã cứu vớt tám binh lính Lục quân trên một chiếc bè trong biển Philippine ở vị trí 290 nmi (540 km) về phía Đông Guam. Những binh lính này tham gia một cuộc tấn công bất thành nhắm vào một sân bay trên đảo Guam, và bị trôi dạt trên biển trong 32 ngày trước khi được cứu vớt.

### 1945

#### Nhiệm vụKaitenthứ hai
Vào ngày 8 tháng 1, 1945, một máy bay trinh sát Không lực Lục quân đã thực hiện phi vụ trinh sát bên trên khu vực Hollandia, phát hiện hơn 40 tàu vận tải lớn đang neo đậu bên trong vịnh Humboldt (tọa độ 02°33′N 140°06′T / 2,55°N 140,1°T) cùng mười tàu nhỏ hơn bên ngoài vịnh, và đã chuyển tiếp thông tin này đến I-47. Chiếc tàu ngầm nhìn thấy mũi Soeadja tại bờ biển phía Bắc New Guinea lúc 10 giờ 30 phút ngày 11 tháng 1, và tiếp tục hành trình lên hướng Bắc. Lúc chiều tối, con tàu đang đi trên mặt nước để nạp lại điện cho ắc-quy ở vị trí 30 nmi (56 km) ngoài khơi New Guinea khi một tàu bệnh viện Hoa Kỳ băng ngang qua mà không nhìn thấy chiếc tàu ngầm.
Tiếp cận mục tiêu ngầm dưới nước, I-47 đi đến khu vực phóng cách 18 nmi (33 km) về phía Bắc mũi Soeadja lúc 03 giờ 00 ngày 12 tháng 1. Nó phóng toàn bộ bốn chiếc Kaiten trong khoảng thời gian từ 04 giờ 14 phút đến 04 giờ 30 phút, rồi trồi lên mặt nước và rút lui hết tốc độ. Trong vịnh Humboldt, một chiếc Kaiten va chạm với chiếc tàu Liberty Pontus H. Ross Hoa Kỳ dưới mực nước 13 ft (4,0 m), gây rò rỉ nước vào khoang chứa hàng. Chiếc Kaiten sau đó phát nổ cách mũi tàu Pontus H. Ross 100 yd (91 m) bên mạn trái lúc 05 giờ 21 phút, làm hư hại nhẹ thân tàu. Một vụ nổ khác xảy ra ngoài khơi mũi Soeadja vài giây sau đó, trong khi I-47 quan sát thấy một cột lửa bốc lên bên trong vịnh Humboldt. Chiếc tàu ngầm về đến Kure vào ngày 1 tháng 2, và trong cuộc họp bên trên Tsukushi Maru vào ngày 7 tháng 2, Đệ Lục hạm đội ghi công I-47 đã đánh chìm bốn tàu vận tải trong vịnh Humboldt bằng ngư lôi Kaiten.
Trong khi I-47 ở lại cảng Kure, khẩu hải pháo 140 milimét (5,5 in) trên sàn tàu được tháo dỡ, lấy chỗ để chở thêm hai Kaiten, nâng tổng số ngư lôi tự sát mang theo lên sáu chiếc. Chiếc tàu ngầm gặp phải một tai nạn vào ngày 16 tháng 3, khi một thành viên thủy thủ đoàn tử nạn do ngộ độc carbon monoxide trong khi con tàu thực hành phóng Kaiten trong biển nội địa Seto ngoài khơi Hikari, Yamaguchi. Nó tiến hành tập trận trong biển nội địa Seto cùng các tàu ngầm I-36, I-44, I-53, I-56 và I-58 vào ngày 20 tháng 3.

#### Nhiệm vụKaitenthứ ba
Vào ngày 27 tháng 3, I-47 được chọn để dẫn đầu Đội Kaiten Tatara tấn công tàu bè Đồng Minh ngoài khơi Okinawa. Sau khi tiếp nhận dự trữ tiếp liệu cho hai tháng hoạt động cùng 20 ngư lôi thông thường tại Kure, nó khởi hành vào sáng ngày 28 tháng 3 để đi đến Hikari, nơi nó tiếp nhận sáu chiếc Kaiten lên tàu. I-47 tiến hành lặn thử nghiệm cùng với sáu chiếc Kaiten trong ngày 29 tháng 3, rồi quay trở lại Hikari để đón lên tàu sáu viên hoa tiêu Kaiten. Chiếc tàu ngầm xuất phát từ Hikari vào xế trưa ngày 29 tháng 3, được tàu săn ngầm CHA-200 hộ tống băng qua eo biển Bungo trên mặt nước với vận tốc 20 kn (37 km/h). Hai giờ sau đó, máy bay từ tàu sân bay Hoa Kỳ đã tấn công chúng trong biển Hyūga ngoài khơi Kyūshū lúc khoảng 16 giờ 00, buộc I-47 phải lặn khẩn cấp để né tránh và đánh chìm CHA-200. Khi nó trồi lên mặt nước lúc chiều tối, hai máy bay đã phát hiện chiếc tàu ngầm nhờ pháo sáng và thả mìn sâu tấn công; I-47 sống sót và chỉ bị hư hại nhẹ.
Đến 02 giờ 30 phút ngày 30 tháng 3, trong khi đang đi trên mặt nước để nạp lại điện cho ắc-quy ở vị trí về phía Nam Kyūshū, cách đảo Tanegashima 20 nmi (37 km) về phía Đông, I-47 phát hiện hai tàu tuần tra đối phương ngay trước mặt, nên phải lặn khẩn cấp để né tránh. Do van thùng dằn chính bị hỏng, con tàu bị chìm xuống ở một góc 50 độ cho đến độ sâu 260 ft (79 m), trước khi thủy thủ đoàn lấy lại được kiểm soát và cân bằng con tàu ở độ sâu 200 ft (61 m). Tàu đối phương tiếp tục truy lùng I-47 trong suốt 11 giờ tiếp theo, và mìn sâu đã gây hư hại cho kính tiềm vọng, rò rỉ thùng chứa nhiên liệu, và nhiệt độ trong tàu tăng lên đến 127 °F (53 °C).
Khi tách ra khỏi sự truy đuổi của đối phương và trồi lên mặt nước ở vị trí 7 nmi (13 km) về phía Nam Tanegashima, I-47 tiếp tục bị hai máy bay tuần tra đối phương phát hiện và tấn công, với 20 quả mìn sâu được thả xuống. I-47 lặn xuống né tránh và chỉ chịu đựng thêm một số hư hại nhẹ; tuy nhiên thủy thủ đoàn không thể khắc phục sự cố rò rỉ thùng nhiên liệu. Chiếc tàu ngầm đi đến vịnh Uchinoura tại bờ biển Kyūshū trước bình minh ngày 31 tháng 3, để thủy thủ đoàn có thể đánh giá những hư hại phải chịu đựng. Họ phát hiện một quả mìn sâu chưa nổ trên cầu tàu, hư hại cho lớp vỏ ngoài bên trên các thùng dằn, và hư hại cho lớp vỏ chống sonar. Sau khi nó báo cáo những thiệt hại về căn cứ, Bộ chỉ huy Đệ Lục hạm đội ra lệnh cho I-47 hủy bỏ nhiệm vụ và quay trở về căn cứ. Nó đi đến Hikari vào ngày 1 tháng 4, chất dỡ các ngư lôi Kaiten tại đây, rồi tiếp tục đi đến Kure, đến nơi vào ngày 2 tháng 4. Chiếc tàu ngầm vào ụ tàu để sửa chữa cho đến ngày 15 tháng 4.

#### Nhiệm vụKaitenthứ tư
Sau khi hoàn tất việc sửa chữa, I-47 xuất phát từ Kure vào ngày 17 tháng 4 để đi sang Hikari. Tại đây vào ngày 20 tháng 4, nó cùng tàu ngầm I-36 hình thành nên Đội Kaiten Tenmu, mỗi chiếc mang theo sáu ngư lôi Kaiten với nhiệm vụ tấn công các tuyến đường hàng hải của Đồng Minh giữa Okinawa, Ulithi và quần đảo Mariana. I-47 khởi hành từ Hirao, Yamaguchi vào ngày 22 tháng 4 để hướng sang vùng biển về phía Đông Okinawa. Nó đang đi trên mặt nước để nạp lại điện cho ắc-quy vào ngày 23 tháng 4, khi máy dò radar của nó bắt được tín hiệu, và chiếc tàu ngầm phải lặn xuống ẩn nấp. I-47 đã né tránh được đợt truy lùng, nhưng sau khi trồi lên mặt nước, nó nhìn thấy một phao sonar do máy bay tuần tra đối phương thả xuống nhằm truy lùng con tàu.
I-47 đi đến khu vực tuần tra được chỉ định cách 200 nmi (370 km) về phía Đông Nam Okinawa vào ngày 26 tháng 4. Con tàu gặp trục trặc động cơ diesel bên mạn phải, nên thủy thủ đoàn phải nỗ lực sửa chữa. Nó nhận được bức điện từ I-36 vào ngày 27 tháng 4, cho biết I-36 đã thành công khi tấn công một đoàn tàu vận tải Đồng Minh bằng ngư lôi Kaiten. Thủy thủ của I-47 hoàn tất việc sửa chữa động cơ vào ngày 28 tháng 4.
Vào ngày 1 tháng 5, I-47 đang ở vị trí cách 100 nmi (190 km) về phía Tây Nam Okidaitōjima khi nó phát hiện một đoàn tàu vận tải Đồng Minh qua radar ở khoảng cách 19 nmi (35 km). Nó tiếp cận mục tiêu và phóng ra ba chiếc Kaiten từ khoảng cách 4.370 yd (4.000 m), rồi nghe thấy những tiếng nổ lớn sau đó. Đến ngày 2 tháng 5, chiếc tàu ngầm đang ở vị trí cách 6 nmi (11 km) về phía Tây Nam Okidaitōjima khi nó trông thấy một tàu chở dầu 10.000 tấn được hai tàu khu trục hộ tống đang hướng sang phía Tây Bắc với tốc độ 10–12 kn (19–22 km/h). Nó phóng một chiếc Kaiten năm phút sau đó, rồi nghe thấy hai tiếng nổ lớn. I-47 sau đó nghe thấy tiếng chân vịt của hai tàu khu trục lớp Fletcher, nên phóng thêm một chiếc Kaiten nữa lúc 11 giờ 20 phút. I-47 tạm thời mất dấu âm thanh của chiếc Kaiten, nhưng nghe thấy tiếng vòng quay chân vịt tốc độ cao, và sau đó là một tiếng nổ lớn. I-47 chạy hết tốc độ để rút lui khỏi khu vực và đi về hướng Đông Nam.
Vào ngày 7 tháng 5, I-47 phát hiện qua radar một mục tiêu mà nó nhận định là một tàu tuần dương hạng nhẹ lớp Leander ở vị trí về phía Tây Nam Okidaitōjima. Nó phóng một Kaiten để tấn công và tự nhận đã đánh trúng tàu tuần dương đối phương. Nó không thể phóng hai chiếc Kaiten còn lại do ngư lôi gặp trục trặc kỹ thuật, nên Bộ chỉ huy Đệ Lục hạm đội ra lệnh cho I-47 quay trở về căn cứ Hikari, đến nơi vào ngày 12 tháng 5. Sau khi chất dỡ hai chiếc Kaiten cùng những hoa tiêu tương ứng, nó đi đến Kure vào ngày 13 tháng 5.
I-47 được sửa chữa tại Kure cho đến cuối tháng 6; trong thời gian này con tàu có thể đã được trang bị ống hơi. Sau khi hoàn tất nó rời Kure vào ngày 30 tháng 6 để chạy thử máy và huấn luyện trong biển nội địa Seto. Sau đó nó đi đến Hikari vào ngày 5 tháng 7, tiếp nhận các Kaiten trang bị đầu đạn giả cùng các hoa tiêu tương ứng để thực hành phóng Kaiten tại khu vực phụ cận Hikari. Chiếc tàu ngầm quay trở lại Kure vào ngày 13 tháng 7, nơi nó được tiếp nhiên liệu từ các tàu ngầm khác. I-47 lại di chuyển từ Kure đến Hikari vào ngày 17 tháng 7, đón lên tàu sáu Kaiten cùng các hoa tiêu tương ứng, và thực hiện các đợt lặn thử nghiệm ngoài khơi Hikari trong ngày 18 tháng 7.

#### Nhiệm vụKaitenthứ năm
Vào ngày 19 tháng 7, I-47 tham gia Đội Kaiten Tamon vốn bao gồm các tàu ngầm I-53, I-58, I-363, I-366 và I-367. Nó khởi hành vào ngày hôm sau để đi sang khu vực tuần tra khoảng 300 nmi (560 km) về phía Đông Okinawa, đến nơi vào ngày 23 tháng 7. Cho đến ngày 29 tháng 7, I-47 đã ba lần bắt gặp tàu bè Đồng Minh, nhưng không thể phóng các chiếc Kaiten để tấn công; và trong ngày hôm đó Bộ chỉ huy Đệ Lục hạm đội ra lệnh cho nó chuyển đến khu vực tuần tra mới về phía Đông Bắc quần đảo Philippine.
Một cơn bão ập đến khu vực này vào ngày 30 tháng 7, trong khi I-47 không thể hoàn tất việc nạp điện ắc-quy và phải ở trên mặt nước trong suốt thời gian của cơn bão. Những cơn sóng lớn đã ập xuống con tàu trước khi nó có thể lặn xuống, và khi quay trở lên mặt nước vào ngày 1 tháng 8, một trong những chiếc Kaiten đã bị sóng cuốn xuống biển, và những chiếc còn lại bị rò rỉ. Chiếc tàu ngầm được gọi quay trở về căn cứ vào ngày 6 tháng 8, về đến Hikari vào ngày 13 tháng 8, nơi nó chất dỡ năm chiếc Kaiten còn lại cùng các hoa tiêu tương ứng. I-47 tiếp tục hành trình quay trở lại Kure, đến nơi vào ngày 14 tháng 8.

### Cuối chiến tranh - Bị loại bỏ
Thế Chiến II kết thúc vào ngày 15 tháng 8, 1945, khi Thiên hoàng Chiêu Hòa Hirohito công bố qua đài phát thanh mệnh lệnh đình chỉ chiến sự giữa Nhật Bản và Đồng Minh. Không chấp nhận đầu hàng, thủy thủ đoàn của I-47 quyết định cố gắng đi đến Rabaul trên đảo New Britain thuộc quần đảo Bismarck còn do Nhật chiếm đóng, nơi họ hy vọng sẽ tiếp tục chiến đấu. Họ xâm nhập một tàu hộ tống kaibokan neo đậu trong cảng Kure để chiếm thực phẩm cùng nhiều súng trường và súng máy; tuy nhiên họ phải từ bỏ kế hoạch vì không thể tìm được đủ nhiên liệu cho chuyến đi đến Rabaul. I-47 đầu hàng lực lượng Đồng Minh vào ngày 2 tháng 9, đúng vào ngày văn kiện đầu hàng được ký kết trên thiết giáp hạm USS Missouri neo đậu trong vịnh Tokyo.
Tên của I-47 được cho rút khỏi đăng bạ hải quân vào ngày 30 tháng 11, 1945. Con tàu bị Hải quân Hoa Kỳ đánh chìm ngoài khơi quần đảo Gotō trong khuôn khổ Chiến dịch Road's End vào ngày 1 tháng 4, 1946. Xác tàu đắm nằm ở độ sâu 230 ft (70 m).